# Avro 530
El Avro 530 fue un caza biplano biplaza británico diseñado en 1916 para competir contra el Bristol F.2A.

## Diseño y desarrollo
El avión mismo fue diseñado en 1916, pero no voló hasta julio de 1917. Era de fabricación en madera recubierta de tela, y estaba propulsado por un motor Hispano-Suiza de 150 kW (200 hp).

## Historia operacional
Aunque las prestaciones del Avro 530 demostraron ser buenas, no mejoraba suficientemente las del Bristol F.2A y, por ello, no se hicieron encargos. Otro de los problemas fue la prioridad de los motores Hispano-Suiza que lo propulsaba, que se estaba dando al S.E.5a. En 1918, el 530 fue equipado con un motor Sunbeam Arab de 150 kW (200 hp), pero el desarrollo fue abandonado posteriormente.

## Especificaciones (primera versión del prototipo)
Referencia datos: Jackson 1990,

### Características generales
- Tripulación: Dos (piloto y artillero)
- Longitud: 8,7 m (28,5 ft)
- Envergadura: 11 m (36 ft)
- Altura: 2,9 m (9,6 ft)
- Superficie alar: 30,2 m² (325,5 ft²)
- Perfil alar: RAF 14[2]
- Peso vacío: 769 kg (1694,9 lb)
- Peso cargado: 1216 kg (2680,1 lb)
- Planta motriz: 1× motor lineal V8 refrigerado por agua Hispano-Suiza 8.
  - Potencia: 150 kW (207 HP; 204 CV)
- Hélices: Bipala de madera de paso fijo

### Rendimiento
- Velocidad máxima operativa (Vno): 183 km/h (114 MPH; 99 kt)
- Velocidad crucero (Vc): 153 km/h (95 MPH; 83 kt)
- Alcance: 4 h
- Tiempo a altitud: 6 min 30 s hasta 1500 m (5000 pies)

### Armamento
- Ametralladoras: [2] 

  - 1x Lewis de 7,7 mm fija en el motor
  - 1x Lewis de 7,7 mm flexible en la parte trasera

## Aeronaves relacionadas

### Secuencias de designación
- Secuencia Numérica (interna de Avro): ← 527 - 528 - 529 - 530 - 531 - 533 - 534 →